# RTL Info (RTL-TVI)
Pour l’article homonyme, voir RTL Info.
RTL Info est le journal télévisé belge diffusé tous les jours à 13 h et à 19 h sur RTL-TVI depuis le 13 septembre 1987.

## Histoire

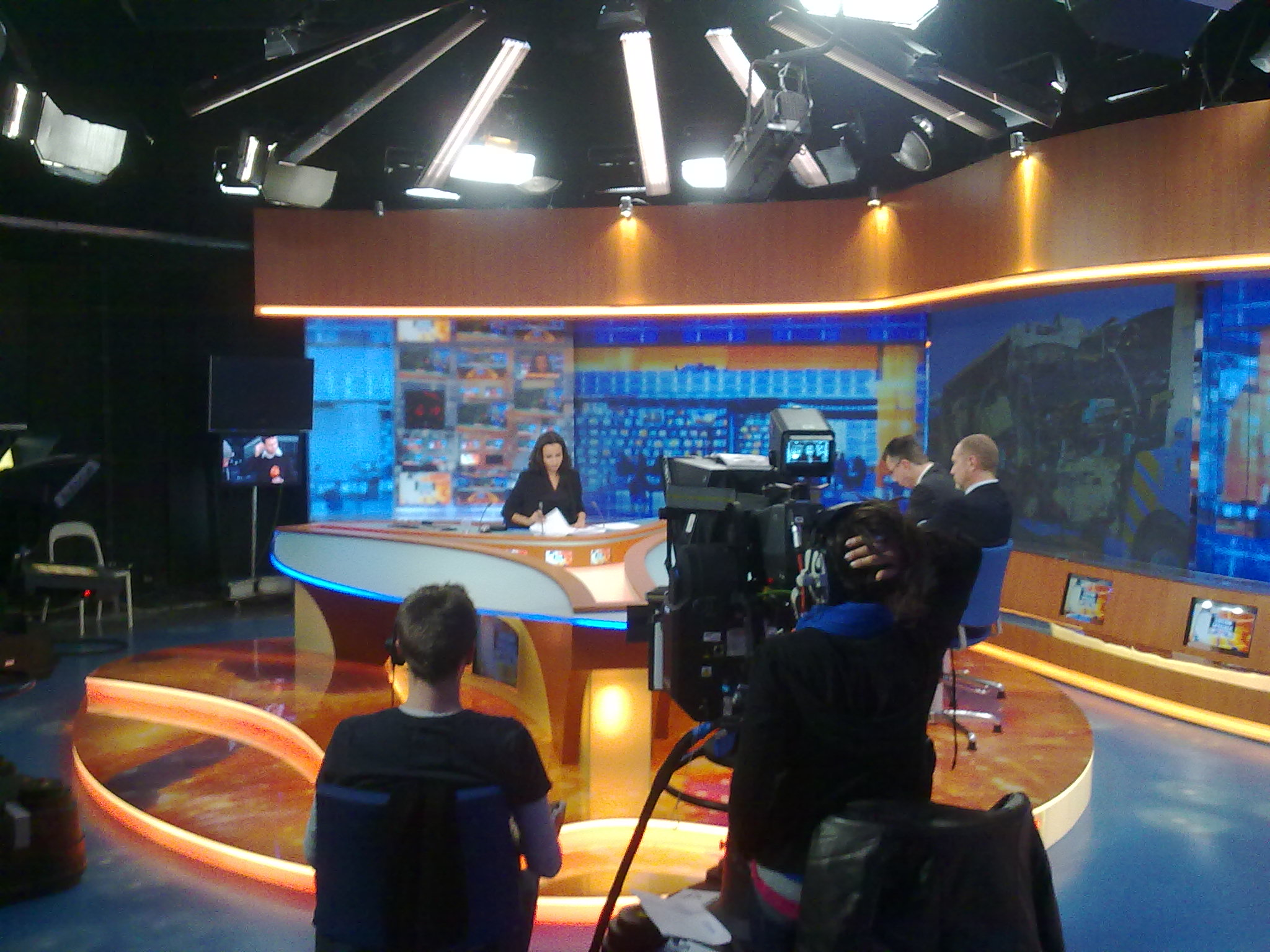
Le plateau du Journal en 2012.

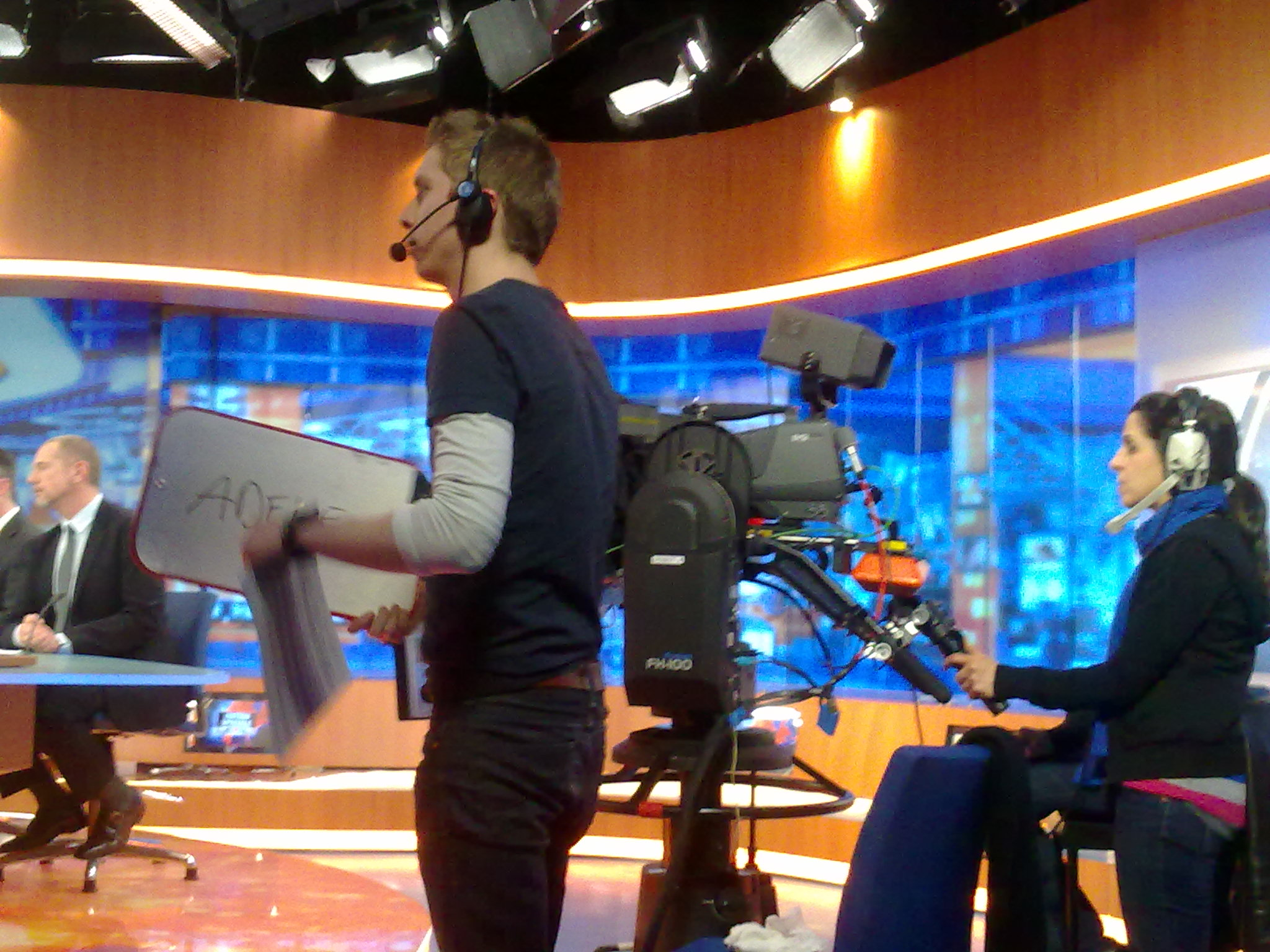
Sur le plateau du journal télévisé : chef de plateau et camera-woman.

Lors de la scission des canaux Luxembourg/Lorraine et Belgique de RTL Télévision, une version belge du JTL est mise à l’antenne sur le canal belge UHF 27 de l'émetteur de Dudelange le 12 septembre 1983. Cette nouvelle édition est présentée chaque soir à 19 h en alternance par Jean-Charles De Keyser, Bibiane Godfroid et Eddy De Wilde et est réalisée depuis les studios de la Villa Empain à Bruxelles. Philippe Goffin présente la météo.
Le JTL se poursuit uniquement sur l'antenne belge de RTL Télévision jusqu'au démarrage des programmes de RTL-TVI en Belgique le samedi 12 septembre 1987. Le JTL cède la place au 19 heures présenté, en alternance par Bibiane Godfroid et Eddy De Wilde. Cette nouvelle rédaction est également construite à partir de celle de RTL Télévision.
Mais le samedi 12 septembre 1987, un bug technique a empêché la retransmission de la chaîne, le problème a été résolu le lendemain,. Le premier journal est donc diffusée le lendemain.
Au début, RTL-TVi diffuse des flashs infos à heures fixes de 14 à 22 heures.
Le 8 janvier 2007, le groupe change de siège social et le journal se réalise désormais au RTL House. Ce changement de studio s'accompagne d'un nouveau générique.
Le 8 décembre 2014, Le Journal RTL-TVI devient RTL Info et adopte une nouvelle formule dans la manière de présenter l'information et un nouveau plateau.
À la rentrée 2019, le journal de la mi-journée en semaine, le RTL Info 13 heures, change sa formule et se retrouve découpé en trois parties. À 12h45, RTL Info Bienvenue évoque l'information de proximité, à 13h00, le RTL Info est consacré à l'actualité du jour, puis à 13h20, RTL Info avec Vous met en avant l'actualité culturelle.
Le 24 janvier 2023, les journaux de la chaîne connaissent un changement à la fois dans le décor mais aussi dans la manière de délivrer l'information aux téléspectateurs. De plus, chaque vendredi, le journal est suivi du magazine Reporters, présenté directement depuis le plateau du journal par Michael Miraglia, sur le modèle des enchaînement JT/Magazine des chaînes de télévision française,.

### Habillage d'antenne
- Le 1er générique (1987) représente la planète terre tournante et devient ensuite une montgolfière (qui n'est pas sans rappeler le logo de la chaîne). Le nom de l'édition est écrit en bas.
- Le générique (8 janvier 2007) représente la planète terre qui est mis en lumière. À la fin, le logo fait son apparition au centre de l'écran.
- Le générique (8 décembre 2014) est la terre qui est au centre de ronds avec les pays dessus
- Le générique (24 janvier 2023) est un point au centre du plateau avant les titres. L'entrée en plateau s’effectue avec le logo rtl info sur l'écran derrière la table et le 19h et 13h devant la table

## Présentateurs

### 13 heures
- Philippe Malherbe et Catherine Brailly : 13 septembre 1987 – 1988
- Jean-Paul Andret et Frédérique Ries : 1988 – 1997
- Laurent Haulotte : octobre 1997 – 1999
- Michel De Maegd : 13 juillet 1999 – juin 2008
- Grégory Willocq : juin 2008 - août 2011
- Luc Gilson : septembre 2011 – août 2017
- Caroline Fontenoy et Alix Battard : septembre 2017 - mai 2018 (en alternance)[9]
- Alix Battard et Olivier Schoonejans : mai 2018 - 27 octobre 2023 (en alternance)[10],[11]
- Olivier Schoonejans : depuis le 30 octobre 2023[12]

### 19 heures
- Bibiane Godfroid : 13 septembre 1987 – 11 septembre 1989
- Eddy De Wilde : 13 septembre 1987 – 1993
- Philippe Malherbe : 1988 – 1999
- Florence Reuter : 31 août 1998 – mai 2007
- Laurent Haulotte : septembre 1999 – juin 2008
- Hakima Darhmouch et Michel De Maegd : juillet 2008 - 15 mai 2018 (en alternance)[13],[14]
- Michel De Maegd et Caroline Fontenoy : 16 mai 2018 - 13 mars 2019 (en alternance)[10],[15]
- Caroline Fontenoy, Simon François et Olivier Schoonejans : 14 mars 2019 - 30 août 2019 (en alternance)[16]
- Caroline Fontenoy et Luc Gilson : depuis le 2 septembre 2019 (en alternance)[17]

### Week-end
- Philippe Malherbe : 1988 – ?
- Grégory Willocq : 2002 - 2008
- Caroline Fontenoy : septembre 2008 - 31 août 2017
- Luc Gilson : 1er septembre 2017 - 1er septembre 2019[18]
- Simon François et Salima Belabbas : 6 septembre 2019 - 22 janvier 2023 (en alternance)[19]
- Michaël Miraglia : depuis 27 janvier 2023[20],[21]

### Jokers
- Antoine Schuurwegen : depuis 2019[22]
- Simon François : 2017-2019 et 2023-2024[23],[24]
- Salima Belabbas : 2019[25],[26]
- Julie Denayer : 2017-2019 et 2023[27],[28]
- Olivier Schoonejans : 2011-2018[29]
- Alix Battard : 2011-2017[29]

### Anciennes présentations
- Véronique Fouya
- Xavier Lambrechts

## Audiences notables
| Programme        | Date             | Nombre de téléspectateurs | Part de marché |
| ---------------- | ---------------- | ------------------------- | -------------- |
| Le 19 Heures     | 9 septembre 1997 | 1 019 900                 | 62,4 %         |
| Édition spéciale | 20 décembre 2009 | 976 900                   | 53,6 %         |